# 九歌出版社
九歌出版社，是臺灣的一家出版社，1978年由作家蔡文甫成立於臺北市，主要出版純文學書籍，至今已出版上千本書籍。與爾雅、洪範、大地、純文學四家出版社並稱為「五小」出版社。

## 歷史
九歌出版社開辦之初，蔡文甫自兼編輯，連同會計和發行部門，僅有三位員工。初期出版品分為「九歌文庫」和「九歌叢刊」二大類，其中「九歌文庫」以散文為主，包括夏元瑜《萬馬奔騰》、王鼎鈞《碎琉璃》、蔡文甫《閃亮的生命》、楊小雲《水手之妻》、王大空《笨鳥慢飛》等書，後來才逐漸增加小說的比例；而「九歌叢刊」為生活取向。第一年刊行14本文庫、3本叢刊，銷量幾乎全數破萬冊，翌年才開始加聘人手。
1988年，九歌出版社在「五小」中首先推出有聲書：林清玄「菩提系列」叢書（卡式錄音帶）。
2018年，適逢九歌出版社成立40年，由李瑞騰和陳素芳策畫並推出《九歌四十：關於飛翔、安定和溫情》，收錄了40位作家和九歌出版社的故事。

## 年度文學選

### 年度小說選
爾雅出版社在1999年出版《八十七年小說選》後停止該系列書籍，自2000年的《八十八年小說選》起改由九歌出版。

### 年度散文選
自1982年的《七十年散文選》開始皆由九歌出版。

## 外部連結
- 九歌出版社 （页面存档备份，存于）
- 九歌出版社的Facebook專頁
- 九歌出版社的Instagram帳戶